# Black Panther (film)
Black Panther è un film del 2018 co-scritto e diretto da Ryan Coogler.
Basato sull'omonimo personaggio di Marvel Comics, è il 18º film del Marvel Cinematic Universe (MCU).
Il film è interpretato da Chadwick Boseman, Michael B. Jordan, Lupita Nyong'o, Danai Gurira, Martin Freeman, Daniel Kaluuya, Letitia Wright, Winston Duke, Sterling K. Brown, Angela Bassett, Forest Whitaker e Andy Serkis. In Black Panther, T'Challa deve affrontare un vecchio nemico che ha messo in discussione la sua leadership e minaccia la stabilità del regno di Wakanda. Venne annunciato nell'ottobre 2014 con Boseman nel ruolo del protagonista. Nel 2015 si unirono al progetto Cole e Coogler e nel maggio 2016 vennero annunciati i primi membri del cast.
Il film ha ottenuto un notevole successo di critica e pubblico, stabilendo vari record di incassi e venendo candidato a svariati premi cinematografici, tra i quali l'Oscar al miglior film, diventando il primo film di supereroi a ricevere questa candidatura, vincendo inoltre tre Oscar 2019 su sette candidature.

## Trama
Durante l'alba dell'uomo in Africa si schiantò un meteorite composto di vibranio; cinque tribù lottarono per possederlo. Un uomo, dopo aver ricevuto una visione dalla Dea Pantera, mangiò l'Erba a Forma di Cuore, una pianta modificata dalle radiazioni del meteorite, che lo rese più forte e veloce. L'uomo riunì quattro delle tribù, nacque così il regno di Wakanda e ne divenne il primo re, mentre l'ultima tribù, quella dei Jabari, si nascose sulle montagne. Il vibranio fece diventare il Wakanda molto più progredito di qualsiasi altra nazione, ma, temendo l'uso che il resto del mondo ne avrebbe fatto, il re decise di nascondere il vero Wakanda agli occhi di tutti.
Oggi, dopo la morte di suo padre, T'Challa, prima di tornare a casa, recupera Nakia, sua informatrice del mondo esterno e suo vecchio amore, affinché possa assistere alla sua incoronazione. Prima della cerimonia il principe viene privato dei poteri della Pantera da un infuso e deve affrontare chiunque voglia il trono in uno scontro con spada e lancia. Si presenta M'Baku, capo della tribù Jabari: dopo una dura lotta, il principe lo batte e lo risparmia, poi beve un infuso dell'Erba a Forma di Cuore e riacquista i poteri, dopo aver rivisto il padre in un'esperienza extra sensoriale. Alcuni giorni dopo, T'Challa scopre che Ulysses Klaue, un trafficante d'armi che in passato aveva rubato il vibranio al Wakanda per rivenderlo, ha rubato un attrezzo di vibranio in un museo di Londra. Il re, assieme a Nakia e al capo della guardia reale Dora Milaje, Okoye, si reca in Corea del Sud dove il trafficante venderà il metallo. Qui scopre che il compratore è l'agente della CIA Everett Ross, ma vengono scoperti. T'Challa, grazie alla nuova armatura potenziata inventata dalla sorella Shuri, cattura il trafficante. Il luogo dell'interrogatorio viene però assaltato e Klaue liberato, il re nota che il capo degli assalitori, che una volta al sicuro uccide Klaue e il resto della banda, ha il suo stesso anello.
T'Challa e compagni tornano nel Wakanda per salvare Ross, gravemente ferito per proteggere Nakia. Il sovrano, parlando con il suo consigliere Zuri, scopre che circa 25 anni prima N'Jobu, il fratello di re T'Chaka, durante un viaggio di esplorazione negli Stati Uniti, oltre ad averne scoperto il degrado per la gente di colore, si innamorò di una di loro, tradì il suo popolo e rivelò tutto a Klaue. Zuri fece da spia per il re T'Chaka, che piombò in casa del fratello e lo uccise per proteggere l'amico. I due scoprirono che N'Jobu aveva un figlio, ma decisero di non portarlo nel Wakanda. Nel Wakanda arriva un uomo col cadavere di Klaue, che si presenta come Erik Stevens, figlio di N'Jobu. Erik, dopo aver raccontato al consiglio della morte del padre e detto che T'Challa non aveva mantenuto la sua promessa con Klaue, lo sfida. T'Challa, privato di nuovo dei poteri, questa volta ha la peggio. Zuri offre la sua vita ma inutilmente: Erik, dopo aver sconfitto il cugino, lo getta giù dalla cascata, e dopo aver bevuto l'infuso dell'Erba a Forma di Cuore, ordina di bruciarla tutta.
Nakia, Shuri, la regina madre Ramonda e Ross si recano sulle montagne a chiedere aiuto a M'Baku, dove scoprono che alcuni pescatori hanno ritrovato T'Challa in uno stato di coma. Nakia dà alla regina una pianta dell'Erba che ha preso prima che la bruciassero e la fa bere al figlio, che rivede nuovamente il padre e i suoi predecessori, e li rimprovera per aver abbandonato il piccolo Erik solo per proteggere il regno. Dopo il risveglio Shuri gli dà la collana con l'armatura di Black Panther e Ross gli rivela di aver capito il piano di Killmonger: diffondere armi al vibranio per il mondo come voleva fare il padre. Prima di partire T'Challa chiede a M'Baku di aiutarlo perché anche la sua tribù sarebbe in pericolo, ma lui rifiuta dicendo che ha già onorato il suo debito. T'Challa e compagni, insieme alle Dora Milaje, attaccano Killmonger e chi gli è fedele, mentre Ross entra nel laboratorio di Shuri e da remoto controlla un jet per fermare le spedizioni di vibranio. I due cugini si battono, con T'Challa che alla fine colpisce a morte il cugino infilzandolo con una delle sue spade, con quest'ultimo che rifiuta di essere guarito, scegliendo di morire da uomo libero piuttosto che essere incarcerato. Ross intanto riesce a fermare gli aerei e, grazie all'intervento dei Jabari, i nemici si arrendono. T'Challa e Shuri si recano negli Stati Uniti nel vecchio quartiere di Erik e T'Challa rivela di averlo comprato per trasformarlo in un centro umanitario.
In una scena durante i titoli di coda, T'Challa si reca alle Nazioni Unite deciso a non nascondere più il suo regno e condividere le sue conoscenze col mondo. Nella scena dopo i titoli di coda, Bucky Barnes si risveglia in un campo wakandiano e ringrazia Shuri di averlo curato.

## Personaggi
- T'Challa / Black Panther, interpretato da Chadwick Boseman: re e protettore della fittizia nazione africana del Wakanda,[2][3] dotato di abilità sovrumane dopo aver ingerito l'Erba a Forma di Cuore.[4] Boseman definì T'Challa un "antieroe",[5] e spiegò che l'aspetto interessante del personaggio risiede nel fatto che egli "si mette in discussione, accetta le critiche e trova un modo per mantenersi concentrato e restare sul suo obiettivo nonostante tutto. È quello che devono fare i leader mondiali".[6] Coogler spiegò che ciò che rende il personaggio diverso dagli altri supereroi è il fatto che "lui non si vede come un supereroe. Si vede come un politico [...] Deve mantenere armonia tra le varie tribù [del Wakanda], e ciò significa anche fare scelte impopolari, e al tempo stesso è il protettore della nazione".[7]
- N'Jadaka / Erik "Killmonger" Stevens, interpretato da Michael B. Jordan: un esule wakandiano alleato di Ulysses Klaue che vuole destituire T'Challa.[8][9][7] Il produttore Nate Moore descrisse Killmonger come "il portavoce di un'altra faccia del Wakanda, che non è d'accordo su come T'Challa sta governando".[7]
- Nakia, interpretata da Lupita Nyong'o: membro delle Dora Milaje, guardia del corpo di T'Challa e suo vecchio interesse amoroso.[10][11] Nyong'o descrisse il personaggio come una "spia sotto copertura per conto del Wakanda. Il suo compito è viaggiare per il mondo e riportare quello che accade".[7]
- Okoye, interpretata da Danai Gurira: capitano delle Dora Milaje.[11]
- Everett Ross, interpretato da Martin Freeman: un agente della CIA completamente ignaro delle ricchezze del Wakanda.[12][13]
- W'Kabi, interpretato da Daniel Kaluuya: migliore amico di T'Challa e capo della sicurezza della Tribù di Confine, la prima linea di difesa del Wakanda.[7]
- Shuri, interpretata da Letitia Wright: principessa del Wakanda e sorella di T'Challa, è una brillante scienziata che ha dedicato la sua vita a studiare il vibranio,[14][15] ed è descritta da Wright come "uno spirito inventivo e una mente creativa che vuole portare il Wakanda verso nuove vette".[16]
- M'Baku, interpretato da Winston Duke: leader di una tribù montana nel Wakanda e avversario di T'Challa.[17][18]
- N'Jobu, interpretato da Sterling K. Brown: fratello di T'Chaka e padre di Erik.[19]
- Ramonda, interpretata da Angela Bassett: madre di T'Challa,[20] che si rivolge a lei "per avere consigli su ciò che suo padre T'Chaka avrebbe voluto o avrebbe fatto".[7]
- Zuri, interpretato da Forest Whitaker: uno sciamano e consigliere personale del re.[21][22] Coogler descrisse Zuri come una figura religiosa e spirituale a cui T'Challa si rivolge per chiedere consiglio, paragonando la sua funzione nella storia a quella di Obi-Wan Kenobi nella saga di Guerre stellari.[23]
- Ulysses Klaue, interpretato da Andy Serkis: un trafficante d'armi e contrabbandiere che opera nel Wakanda.[24]

Inoltre John Kani e Florence Kasumba riprendono i ruoli di T'Chaka e Ayo da Captain America: Civil War. Isaach De Bankolé interpreta l'anziano di una delle più grandi tribù del Wakanda. Sydelle Noel interpreta Xoliswa, un membro delle Dora Milaje. Nabiyah Be interpreta Tilda Johnson. Stan Lee appare in un cameo nel ruolo di un giocatore del casinò e Sebastian Stan riprende il suo ruolo di Bucky Barnes nella scena dopo i titoli di coda.

## Produzione

### Sviluppo
I primi tentativi di realizzare un film incentrato sul personaggio di Pantera Nera risalgono al giugno 1992, quando Wesley Snipes si disse interessato a interpretare il supereroe. Il luglio seguente Snipes cominciò a lavorare al film, e nel gennaio 1994 l'attore entrò in trattative con la Columbia Pictures, all'epoca detentrice dei diritti cinematografici del personaggio, per interpretare il personaggio. Nel 1996 tuttavia Stan Lee rivelò che il film era stato messo da parte poiché i produttori non erano soddisfatti delle sceneggiature proposte. Negli anni seguenti ci furono diversi tentativi di realizzare il film, tra cui un accordo tra la Marvel e la Artisan Entertainment, ma la produzione del film non venne mai avviata.
Nel settembre 2005 il CEO della Marvel Enterprise Avi Arad annunciò che Black Panther avrebbe fatto parte dei dieci film prodotti dai neonati Marvel Studios e distribuiti dalla Paramount Pictures. Nel febbraio 2007 Kevin Feige, presidente dei Marvel Studios, confermò che il film era in sviluppo, e nel luglio seguente John Singleton affermò di essere stato contattato per dirigere il film. Nel marzo 2009 la Marvel annunciò la formazione di un gruppo di scrittori per lavorare sui suoi personaggi meno noti, tra cui Pantera Nera, progetto all'epoca supervisionato da Nate Moore. Nel gennaio 2011 la Marvel assunse il documentarista Mark Bailey per scrivere una sceneggiatura per il film. Nell'ottobre 2013 Feige reiterò la sua intenzione di realizzare il film, affermando: "Non so esattamente quando, ma abbiamo certamente in programma di portare Pantera Nera sul grande schermo". Feige fece inoltre notare che nel Marvel Cinematic Universe era già stato introdotto il vibranio, metallo fittizio estratto nella patria di Pantera Nera, il Wakanda.

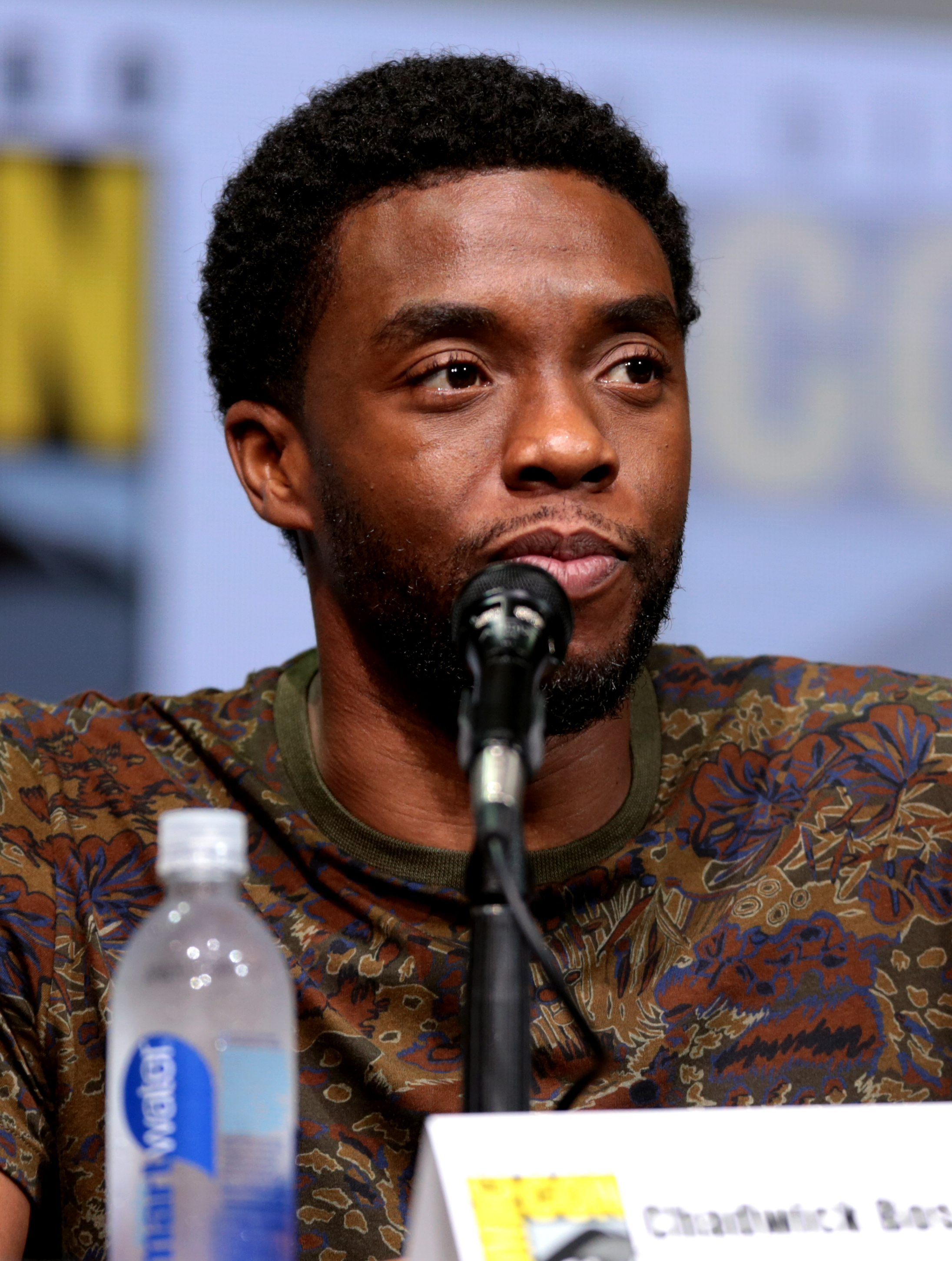
Chadwick Boseman al San Diego Comic-Con International 2017

Nell'ottobre 2014 i Marvel Studios annunciarono il film come parte della Fase Tre del Marvel Cinematic Universe, con Chadwick Boseman come interprete del personaggio. L'uscita del film venne fissata al 3 novembre 2017. Boseman firmò un contratto per partecipare a cinque film e venne rivelato che avrebbe debuttato nei panni del personaggio in Captain America: Civil War. Dopo l'annuncio del film Feige affermò che la Marvel era alla ricerca di un regista e di uno sceneggiatore, spiegando: "Stiamo facendo quello che facciamo sempre, ovvero cercare i migliori filmmaker disponibili". Nel febbraio 2015 la Marvel rinviò l'uscita del film al 6 luglio 2018 per fare spazio all'uscita di Spider-Man: Homecoming. Nell'aprile 2015 Feige rivelò che avrebbe iniziato a incontrare i candidati registi dopo l'uscita di Avengers: Age of Ultron.
Nel maggio 2015 venne riportato che Ava DuVernay aveva discusso con la Marvel riguardo alla regia di Black Panther o di Captain Marvel. Il mese seguente Feige confermò di aver incontrato DuVernay e diversi altri registi, e si disse fiducioso riguardo a un annuncio sul regista del film entro la fine dell'estate. A inizio luglio 2015 DuVernay rivelò di aver rifiutato la regia del film, spiegando: "La Marvel ha un certo modo di fare le cose e penso siano fantastici e tantissime persone amano quello che fanno. Mi fa piacere che mi abbiano contattata... ma abbiamo idee diverse su quella che dovrebbe essere la storia... alla fine è tutta una questione di storia e prospettiva. E noi semplicemente non la vedevamo allo stesso modo. Meglio averlo realizzato ora che citare differenze creative in seguito.
Intorno a ottobre 2015 venne riportato che F. Gary Gray e Ryan Coogler erano in lizza per la regia del film; tuttavia Coogler decise di rinunciare per concentrarsi sulla post-produzione di Creed - Nato per combattere, mentre Gray rinunciò per dirigere Fast & Furious 8. Nello stesso mese Joe Robert Cole entrò in trattative per scrivere la sceneggiatura del film, e la Marvel spostò nuovamente la data di uscita del film al 16 febbraio 2018, questa volta per far spazio a Ant-Man and the Wasp. Nel dicembre 2015 la Marvel riprese le trattative con Coogler dopo il successo di Creed. Nello stesso periodo Feige descrisse il film come "una grande avventura geopolitica incentrata sulla famiglia e sullo sforzo di T'Challa di regnare sul Wakanda, e su cosa significa essere re" e spiegò che il film sarebbe stato un importante collegamento con Avengers: Infinity War e il suo sequel. Aggiunse inoltre che sarebbe stato il primo film Marvel con un cast prevalentemente afro-americano.

### Pre-produzione
Nel gennaio 2016 Coogler venne confermato alla regia del film. Coogler spiegò di essere cresciuto leggendo fumetti e di considerare Black Panther un film personale "esattamente come i miei primi due film". Il mese seguente Cole definì il film "un'opportunità storica di far parte di qualcosa di importante e speciale, soprattutto in un periodo in cui gli afro-americani stanno affermando la propria identità mentre affrontano la denigrazione e la disumanizzazione. L'idea di un eroe di colore di questa portata è semplicemente straordinaria". Cole aggiunse che era importante approcciarsi ai temi del film "da un punto di vista che sia ancorato alle culture del continente africano... riguardo alla cultura di T'Challa, stiamo ragionando su dove posizionare il Wakanda nel continente, e su come sono i popoli e la storia di quelle regioni. È un processo di investigazione che ci aiuta a formare la storia". In un'intervista con /Film Cole aggiunse: "Ci sono così tanti paesi in Africa, ognuno con la sua storia, i suoi miti e la sua cultura, per cui quello che abbiamo cercato di fare è stato prendere della storia e alcune delle influenze culturali da questi paesi e adattarli al Wakanda e a come noi vediamo il Wakanda e le diverse parti del paese. Volevamo innanzitutto partire dalla realtà e costruirci sopra, in modo che il film risulti sempre autentico e vero".

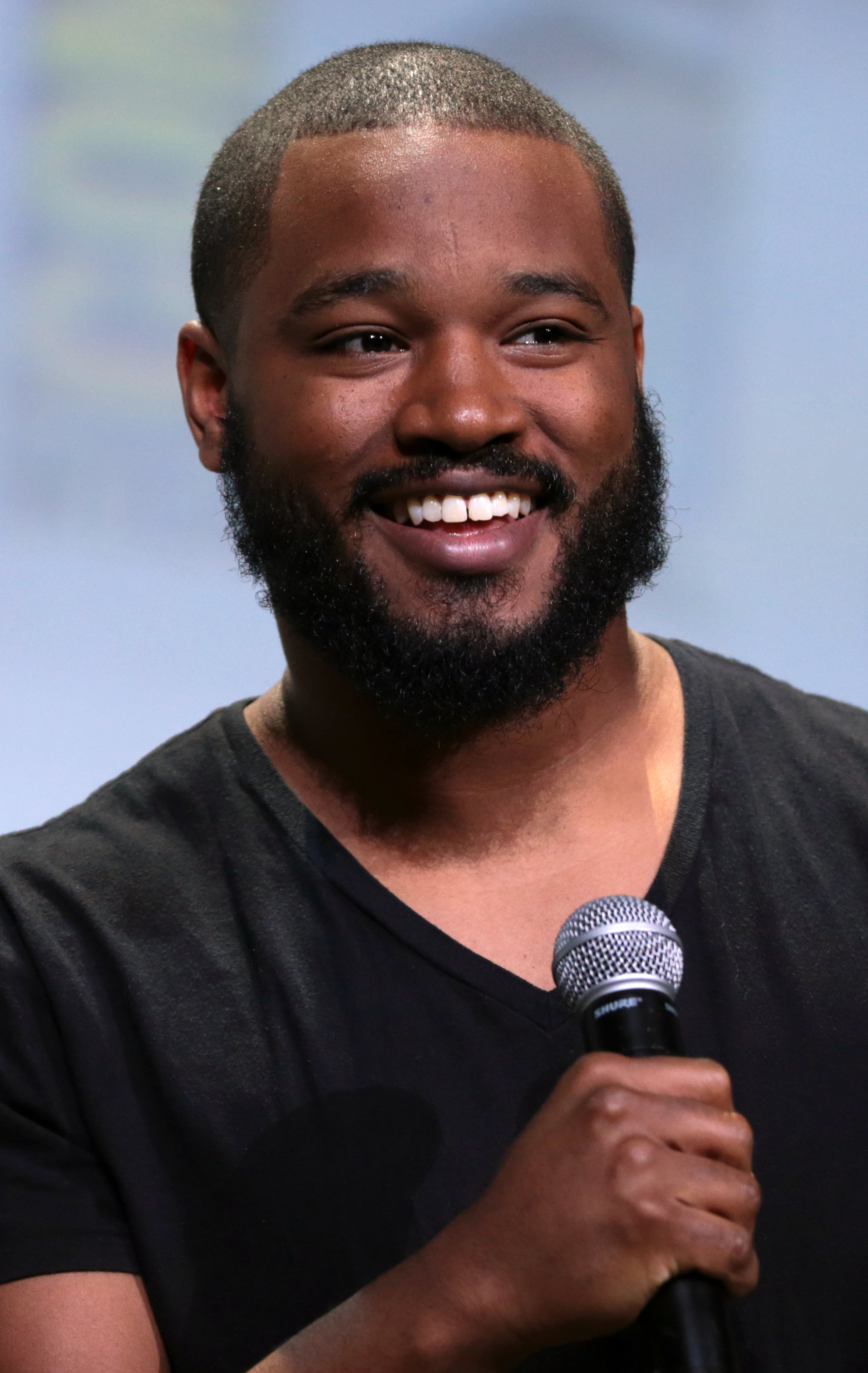
Il regista Ryan Coogler al San Diego Comic-Con International 2016

Nell'aprile 2016 Feige rivelò che Coogler era al lavoro sulla sceneggiatura insieme a Cole e che le riprese sarebbero iniziate nei primi mesi del 2017. Dal momento che il personaggio venne inizialmente introdotto in Captain America: Civil War, Feige spiegò che uno degli aspetti del film sarebbe stato legato "alle conseguenze di Civil War [...] e a come T'Challa reagisce ora che si trova in un quadro geopolitico completamente diverso". Intorno a maggio 2016 Lupita Nyong'o entrò in trattative per interpretare l'interesse amoroso di T'Challa, mentre Michael B. Jordan entrò nel cast in un ruolo non specificato. Nello stesso mese Coogler parlò del suo approccio a lavorare a un film che fa parte del MCU riuscendo al tempo stesso a realizzare un progetto personale, spiegando:
Nel maggio seguente Nate Moore, produttore del film, affermò che le riprese si sarebbero tenute principalmente ad Atlanta, Georgia, e che la Marvel era intenzionata a girare anche in Africa. Al San Diego Comic-Con International 2016 venne confermato il casting di Nyong'o nel ruolo di Nakia e di Jordan nel ruolo di Erik Killmonger. La Marvel annunciò inoltre che Danai Gurira avrebbe interpretato Okoye, mentre Feige confermò che le riprese sarebbero iniziate a gennaio 2017. Nello stesso mese Coogler rivelò che lui e Cole avevano preso ispirazione dal fumetto Black Panther scritto da Ta-Nehisi Coates, affermando: "Quello che [Coates] sta facendo con Black Panther è semplicemente incredibile. Si riesce a vedere la sua formazione come poeta in alcuni dialoghi. E quello che Brian Stelfreeze sta facendo con i disegni [è incredibile]". Nel settembre 2016 Winston Duke venne scelto per interpretare M'Baku, e venne riportato che Andy Serkis avrebbe ripreso il ruolo di Ulysses Klaue da Avengers: Age of Ultron. Il mese seguente entrarono nel cast Forest Whitaker nel ruolo di Zuri e Daniel Kaluuya nel ruolo di W'Kabi; inoltre venne confermato il ritorno di Florence Kasumba da Captain America: Civil War nei panni di Ayo, e Letitia Wright entrò nel cast in un ruolo non specificato. A novembre Angela Bassett entrò nel cast nel ruolo di Ramonda. Nel gennaio 2017 Sterling K. Brown entrò nel cast come N'Jobu.

### Riprese
Le riprese iniziarono nel gennaio 2017 agli EUE/Screen Gems Studios e ai Pinewood Atlanta Studios nell'area metropolitana di Atlanta, con il titolo di lavorazione Motherland. Rachel Morrison e Hannah Beachler, già collaboratrici di Coogler in Prossima fermata Fruitvale Station, furono rispettivamente direttrice della fotografia e scenografa del film. Altre riprese si tennero nel quartiere di Sweet Auburn e al municipio di Atlanta. Ulteriori riprese si tennero a Pusan, in Corea del Sud, dove venne girata una scena d'inseguimento che coinvolse 150 automobili e oltre 700 persone. Tra le location usate nel film figurano la spiaggia di Gwangalli, il ponte di Gwangan, il mercato del pesce di Jagalchi, Marine City e l'area di Sajik-dong. Le riprese in Corea terminarono la settimana del 27 marzo 2017.
Poco dopo l'inizio delle riprese venne confermato il ritorno di Martin Freeman e John Kani da Captain America: Civil War nei panni di Everett Ross e T'Chaka e di Serkis nel ruolo di Klaue. Nel marzo 2017 venne rivelato che Wright avrebbe interpretato Shuri. Il 20 aprile 2017 Boseman annunciò la conclusione delle riprese principali.

### Post-produzione
A fine giugno 2017 Sydelle Noel rivelò di far parte del cast del film nel ruolo di una delle Dora Milaje. Nel luglio 2017 Moore, parlando con Entertainment Weekly, paragonò Black Panther a un incrocio tra Il padrino e ai film di James Bond, descrivendo il film come "un grande dramma familiare incentrato su un mondo di spionaggio internazionale".

## Colonna sonora
La colonna sonora del film è composta da due album, il primo è stato curato da Kendrick Lamar, che ha collaborato con diversi colleghi sotto l'etichetta Top Dawg, mentre il secondo da Ludwig Göransson.

## Promozione

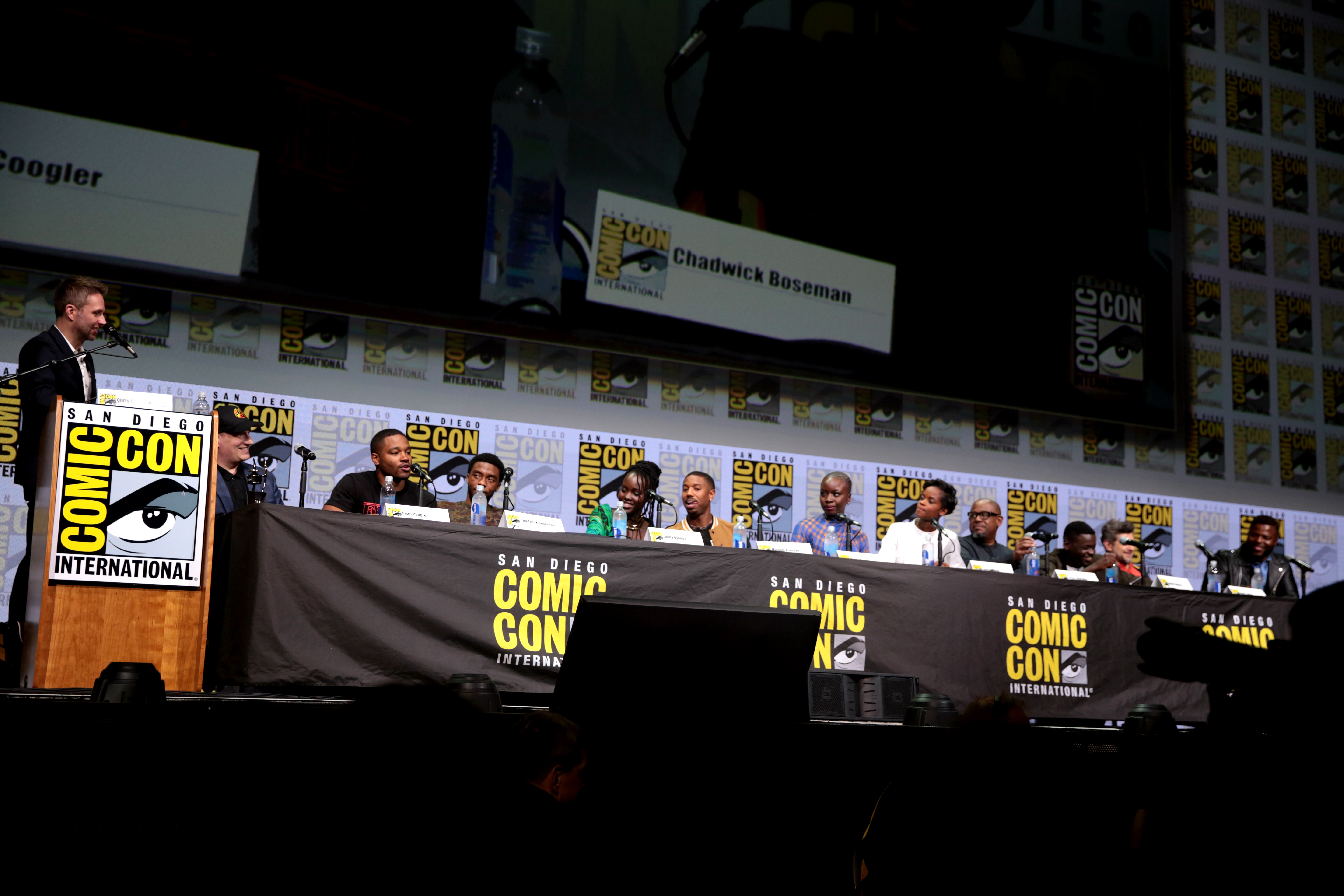
Il panel del film al San Diego Comic-Con International 2017

Il teaser trailer del film venne trasmesso dalla ABC il 9 giugno 2017, durante le finali di NBA tra i Cleveland Cavaliers e i Golden State Warriors, e pubblicato poco dopo online. Il trailer ottenne 89 milioni di visualizzazioni nelle prime ventiquattr'ore, di cui 19 milioni durante la trasmissione televisiva.
Nel luglio 2017, al D23 Expo 2017 e al San Diego Comic-Con International, vennero esposti alcuni costumi del film. Al San Diego Comic-Con vennero inoltre mostrate alcune scene esclusive introdotte da Coogler, Boseman e dagli altri membri del cast. Nell'ottobre 2017 venne pubblicato un secondo trailer.
Il 4 febbraio 2018, in occasione del Super Bowl, vennero presentati una pubblicità della Lexus e uno spot del film con alcune spettacolari scene inedite, entrambi con T'Challa protagonista.
Il 10 febbraio 2018 i Marvel Studios hanno distribuito un poster di Black Panther che rende omaggio al continente nero (l'Africa), in cui si trova il Regno immaginario del Wakanda nei fumetti e nel MCU; il poster incornicia il volto felino di Black Panther sul suo continente africano, con alcuni segni dei suoi artigli.

## Distribuzione

### Data di uscita
La première di Black Panther si tenne il 29 gennaio 2018 al Dolby Theatre di Los Angeles. È stato distribuito il 14 febbraio 2018 in Italia e il 16 febbraio negli Stati Uniti, anche in 3D e in formato IMAX.
Inizialmente il film era previsto per il 3 novembre 2017, ma la data di uscita venne spostata al 6 luglio 2018 per far spazio a Spider-Man: Homecoming. Nell'ottobre 2015 l'uscita del film venne nuovamente spostata per far spazio ad Ant-Man and the Wasp.

### Edizione italiana
La direzione del doppiaggio e i dialoghi italiani sono stati curati da Marco Guadagno, per conto della Dubbing Brothers Int. Italia.

## Accoglienza

### Incassi
Black Panther ha incassato 700426566 $ nel Nord America e 649499517 $ nel resto del mondo, per un incasso complessivo di 1349926083 $, a fronte di un budget di produzione di $200 milioni.
L'11 marzo 2018 il film ha raggiunto un incasso globale di 1 miliardo di dollari. È il trentatreesimo film nella storia del cinema a superare il miliardo di dollari globalmente, il sedicesimo film distribuito dalla Disney e il primo film del 2018 a raggiungere tale traguardo. Il film è il secondo maggior incasso mondiale del 2018, il maggior incasso in Nord America del 2018, il 19º film con maggiori incassi nella storia del cinema, il sesto maggior incasso di sempre in Nord America e il sesto film di supereroi con i maggiori incassi di sempre.

#### Nord America
Alle anteprime del giovedì sera in Nord America il film ha incassato $25,2 milioni. Nel primo giorno di programmazione ha incassato $75,9 milioni in 4.020 schermi. Nel week-end d'esordio il film ha incassato $202 milioni, l'ottavo miglior debutto di sempre. Nella prima settimana di programmazione ha raggiunto un totale di $292 milioni. Nel secondo week-end ha incassato $111,7 milioni, il quarto più alto di sempre. Nel terzo week-end ha incassato $66,3 milioni, il quarto più alto di sempre. Nel quarto week-end ha incassato $40,8 milioni. Nel quinto week-end ha incassato $26,7 milioni. Il 25 marzo 2018 ha raggiunto un incasso di $631,4 milioni, diventando il film di supereroi con il maggiore incasso di sempre in Nord America, superando The Avengers ($623,4 milioni). L'8 aprile 2018 ha raggiunto un incasso di $665,6 milioni, superando Titanic ($659,4 milioni). Il 5 agosto 2018 ha raggiunto il traguardo dei $700 milioni d'incasso, secondo film della Disney e terzo in totale a superare questa soglia.

#### Internazionale
Nel primo week-end di programmazione il film ha incassato internazionalmente $169,4 milioni. Al 18 febbraio 2018 i mercati maggiori erano Corea del Sud ($27,1 milioni), Regno Unito ($26,7 milioni), Brasile ($10,6 milioni), Messico ($10,1 milioni) e Australia ($9,2 milioni).

### Critica
Il film è stato acclamato dalla critica cinematografica. Sull'aggregatore di recensioni Rotten Tomatoes ha un indice di gradimento del 96%, con un voto medio di 8,3 su 10 basato su 531 recensioni; il consenso critico del sito recita: "Black Panther eleva il cinema dei supereroi a emozionanti nuovi livelli mentre racconta una delle storie più coinvolgenti del MCU e introduce alcuni dei personaggi più completi". Su Metacritic ha un voto di 88 su 100 basato su 55 recensioni.
Nicholas Barber della BBC ha sottolineato come il regista Ryan Coogler sia riuscito a condensare in questo film tutti i generi da cui la cultura nera è stata tradizionalmente esclusa, "un omaggio a James Bond, una fantasia fantascientifica, con un’immaginazione futuristica che culmina in combattimenti in stile Star Wars, ma anche un dramma geopolitico". Vulture ha definito il film "insolitamente sensato per essere un film epico di supereroi, oltre che insolitamente avvincente". Peter Travers di Rolling Stone ha scritto: "Di Black Panther si può dire che eleva l’evasione del cinema fino a un livello vicino a quello dell’arte: non avete mai visto nulla di simile nella vostra vita". Brian Truitt di USA Today scrive che il film mette in scena temi profondi e che è allo stesso tempo uno spettacolo per gli occhi, con "folli sequenze d’azione ed effetti speciali, e la gloriosa rivelazione di Wakanda, la cui cultura è intrisa di influenze africane ma che offre anche uno sguardo sbalorditivo su come potrebbe essere una città del futuro". The Verge definisce il film "un punto di svolta, quello in cui gli Studios hanno finalmente capito che i loro film possono essere molto più che semplici nuovi blockbuster. Nel capirlo, hanno realizzato uno dei capitoli più avvincenti del loro universo". Todd McCarthy dell'Hollywood Reporter ha elogiato la prova degli attori, Chadwick Boseman in primis, ma anche quella dei comprimari, "desiderosi di rubare la scena ogni volta possibile… e ci riescono, in particolare l’imponente Michael B. Jordan, la raggiante Lupita Nyong'o e soprattutto Letitia Wright, che infila tanto umorismo ovunque".

## Riconoscimenti
- 2019 – Premio Oscar[1]
  - Migliore scenografia a Hannah Beachler e Jay Hart
  - Migliori costumi a Ruth E. Carter
  - Migliore colonna sonora a Ludwig Göransson
  - Candidatura al miglior film
  - Candidatura al miglior montaggio sonoro a Benjamin A. Burtt e Steve Boeddeker
  - Candidatura al miglior sonoro a Steve Boeddeker, Brandon Proctor e Peter Devlin
  - Candidatura alla migliore canzone a All the Stars
- 2019 – Golden Globe[115]
  - Candidatura al miglior film drammatico
  - Candidatura alla migliore colonna sonora originale a Ludwig Göransson
  - Candidatura alla migliore canzone originale per All the Stars
- 2018 – MTV Movie & TV Awards[116]
  - Miglior film
  - Miglior performance in un film a Chadwick Boseman
  - Miglior cattivo a Michael B. Jordan
  - Miglior eroe a Chadwick Boseman
  - Candidatura al miglior duo a Chadwick Boseman, Lupita Nyong'o, Danai Gurira e Letitia Wright
  - Candidatura al miglior ruba-scena a Letitia Wright
  - Candidatura al miglior combattimento a Chadwick Boseman vs. Winston Duke
- 2018 – National Board of Review[117]
  - Migliori dieci film dell'anno
- 2018 – E! People's Choice Awards[118]
  - Star maschile in un film del 2018 a Chadwick Boseman
  - Star in un film d'azione del 2018 a Danai Gurira
  - Candidatura come film del 2018
  - Candidatura come film d'azione del 2018
  - Candidatura come star in un film d'azione del 2018 a Chadwick Boseman
- 2018 – Saturn Award[119]
  - Migliore trasposizione da fumetto a film
  - Miglior attrice non protagonista a Danai Gurira
  - Miglior regia a Ryan Coogler
  - Miglior trucco a Joel Harlow e Ken Diaz
  - Miglior scenografia a Hannah Beachler
  - Candidatura al miglior attore a Chadwick Boseman
  - Candidatura alla miglior attrice a Lupita Nyong'o
  - Candidatura al miglior attore non protagonista a Michael B. Jordan
  - Candidatura al miglior attore emergente a Letitia Wright
  - Candidatura alla migliore sceneggiatura a Ryan Coogler e Joe Robert Cole
  - Candidatura al miglior montaggio a Michael P. Shawver e Claudia Castello
  - Candidatura alla miglior colonna sonora a Ludwig Göransson
  - Candidatura ai migliori costumi a Ruth E. Carter
  - Candidatura ai migliori effetti speciali a Geoffrey Baumann, Craig Hammack e Dan Sudick
- 2018 – San Diego Film Critics Society Awards[120]
  - Candidatura alla migliore scenografia
  - Candidatura ai migliori effetti speciali
- 2018 – Teen Choice Awards[121]
  - Miglior film sci-fi
  - Miglior attrice in un film sci-fi a Letitia Wright
  - Miglior cattivo in un film a Michael B. Jordan
  - Candidatura al miglior attore in un film sci-fi a Chadwick Boseman
  - Candidatura alla miglior attrice in un film sci-fi a Danai Gurira
  - Candidatura alla miglior attrice in un film sci-fi a Lupita Nyong'o
  - Candidatura alla miglior star emergente in un film a Letitia Wright
  - Candidatura alla Choice movie ship a Chadwick Boseman e Lupita Nyong'o
  - Candidatura al miglior bacio a Chadwick Boseman e Lupita Nyong'o
- 2018 – Washington D.C. Area Film Critics Association[122]
  - Miglior scenografia a Hannah Beachler e Jay Hart
  - Candidatura al miglior regista a Ryan Coogler
  - Candidatura al miglior attore non protagonista a Michael B. Jordan
  - Candidatura al miglior cast
  - Candidatura alla miglior sceneggiatura non originale a Ryan Coogler e Joe Robert Cole
  - Candidatura alla miglior colonna sonora a Ludwig Göransson
- 2019 – American Film Institute[123]
  - Migliori dieci film dell'anno
- 2019 – Premio BAFTA[124]
  - Migliori effetti speciali a Geoffrey Baumann, Jesse James Chisholm, Craig Hammack e Dan Sudick
- 2019 – Satellite Award[125]
  - Candidatura al miglior film drammatico
  - Candidatura alla miglior fotografia a Rachel Morrison
  - Candidatura alla miglior canzone originale per All the Stars
  - Candidatura ai migliori effetti visivi
  - Candidatura alla miglior scenografia a Hannah Beachler
  - Candidatura ai migliori costumi a Ruth E. Carter
  - Candidatura al miglior suono
- 2019 – Screen Actors Guild Award[126]
  - Miglior cast cinematografico
  - Migliori controfigure cinematografiche

## Sequel
Nell'ottobre 2018 è stato annunciato che Coogler avrebbe diretto e scritto il sequel di Black Panther, che è uscito il 9 novembre 2022 in Italia e l'11 novembre negli Stati Uniti. Letitia Wright, Lupita Nyong'o, Winston Duke, Angela Bassett e Martin Freeman hanno ripreso i loro ruoli. Nel novembre 2020 Tenoch Huerta è entrato nel cast. Nel maggio 2021 è stato annunciato il titolo ufficiale del film, Black Panther: Wakanda Forever. Le riprese sono iniziate nel giugno 2021 ad Atlanta e sono terminate nel marzo 2022.